# Aciotis acuminifolia
Aciotis acuminifolia là một loài thực vật có hoa trong họ Mua. Loài này được (Mart. ex DC.) Triana mô tả khoa học đầu tiên năm 1871.